# Ida-Marie Dahl
Ida-Marie Moesgaard Dahl (n. 19 martie 1998, în Hvidovre) este o handbalistă din Danemarca care evoluează pe postul de pivot pentru clubul românesc CS Gloria 2018 Bistrița-Năsăud și echipa națională a Danemarcei.
Ida-Marie Dahl a câștigat împreună cu naționala de junioare a Danemarcei medalia de aur la Campionatul European pentru Junioare Macedonia de Nord 2015. Tot cu selecționata de junioare a Danemarcei a devenit vicecampioană la Campionatul Mondial de Junioare din 2016 desfășurat în Slovacia. În 2017 a obținut medaliile de argint alături de naționala de tineret a Danemarcei Campionatul European pentru Tineret Slovenia. A debutat la echipa națională de senioare a Danemarcei pe 28 septembrie 2018.

## Palmares
- Campionatul European de Junioare:
  -  Câștigătoare: 2015

- Campionatul Mondial de Junioare:
  -  Medalie de argint: 2016

- Campionatul European de Tineret:
  -  Medalie de argint: 2017

- Liga Europeană:
  -  Finalistă: 2022

- Cupa EHF:
  - Semifinalistă: 2019

- Campionatul Danemarcei:
  -  Medalie de argint: 2021
  -  Medalie de bronz: 2020

- Supercupa Danemarcei:
  -  Câștigătoare: 2021

## Distincții individuale
- Cel mai bun pivot (All-Star Team) la Campionatul Mondial de Junioare: 2016;[13][14]

## Statistică goluri și pase de gol
Conform Federației Daneze de Handbal, Federației Europene de Handbal și Federației Internaționale de Handbal:
| Sezon          | Echipă | Goluri |
| -------------- | ------ | ------ |
|                |        |        |
| 2017-18        |        |        |
| Ajax København | 90     |        |
|                |        |        |
| 2018-19        |        |        |
| Viborg HK      | 50     |        |
|                |        |        |
| 2019-20        |        |        |
| Viborg HK      | 49     |        |
|                |        |        |
| 2020-21        |        |        |
| Viborg HK      | 82     |        |
|                |        |        |
| 2021-22        |        |        |
| Viborg HK      | 120    |        |
|                |        |        |
| 2022-23        |        |        |
| Viborg HK      | 45     |        |

| Sezon     | Echipă | Goluri |
| --------- | ------ | ------ |
|           |        |        |
| 2018-19   |        |        |
| Viborg HK | 8      |        |
|           |        |        |
| 2019-20   |        |        |
| Viborg HK | 7      |        |
|           |        |        |
| 2020-21   |        |        |
| Viborg HK | -      |        |
|           |        |        |
| 2021-22   |        |        |
| Viborg HK | 8      |        |
|           |        |        |
| 2022-23   |        |        |
| Viborg HK | 3      |        |

| Sezon     | Echipă | Goluri |
| --------- | ------ | ------ |
|           |        |        |
| 2020-21   |        |        |
| Viborg HK | 1      |        |

| Ediția                 | Echipă | Goluri | Pase de gol |
| ---------------------- | ------ | ------ | ----------- |
|                        |        |        |             |
| Macedonia de Nord 2015 |        |        |             |
| Danemarca junioare     | 26     | 6      |             |

| Ediția             | Echipă | Goluri | Pase de gol |
| ------------------ | ------ | ------ | ----------- |
|                    |        |        |             |
| Slovacia 2016      |        |        |             |
| Danemarca junioare | 40     | 3      |             |

| Ediția            | Echipă | Goluri | Pase de gol |
| ----------------- | ------ | ------ | ----------- |
|                   |        |        |             |
| Slovenia 2017     |        |        |             |
| Danemarca tineret | 28     | 3      |             |

| Sezon     | Echipă | Goluri |
| --------- | ------ | ------ |
|           |        |        |
| 2020-21   |        |        |
| Viborg HK | -      |        |
|           |        |        |
| 2021-22   |        |        |
| Viborg HK | 25     |        |
|           |        |        |
| 2022-23   |        |        |
| Viborg HK | 3      |        |

| Sezon     | Echipă | Goluri |
| --------- | ------ | ------ |
|           |        |        |
| 2018-19   |        |        |
| Viborg HK | 32     |        |